# 인구 조사

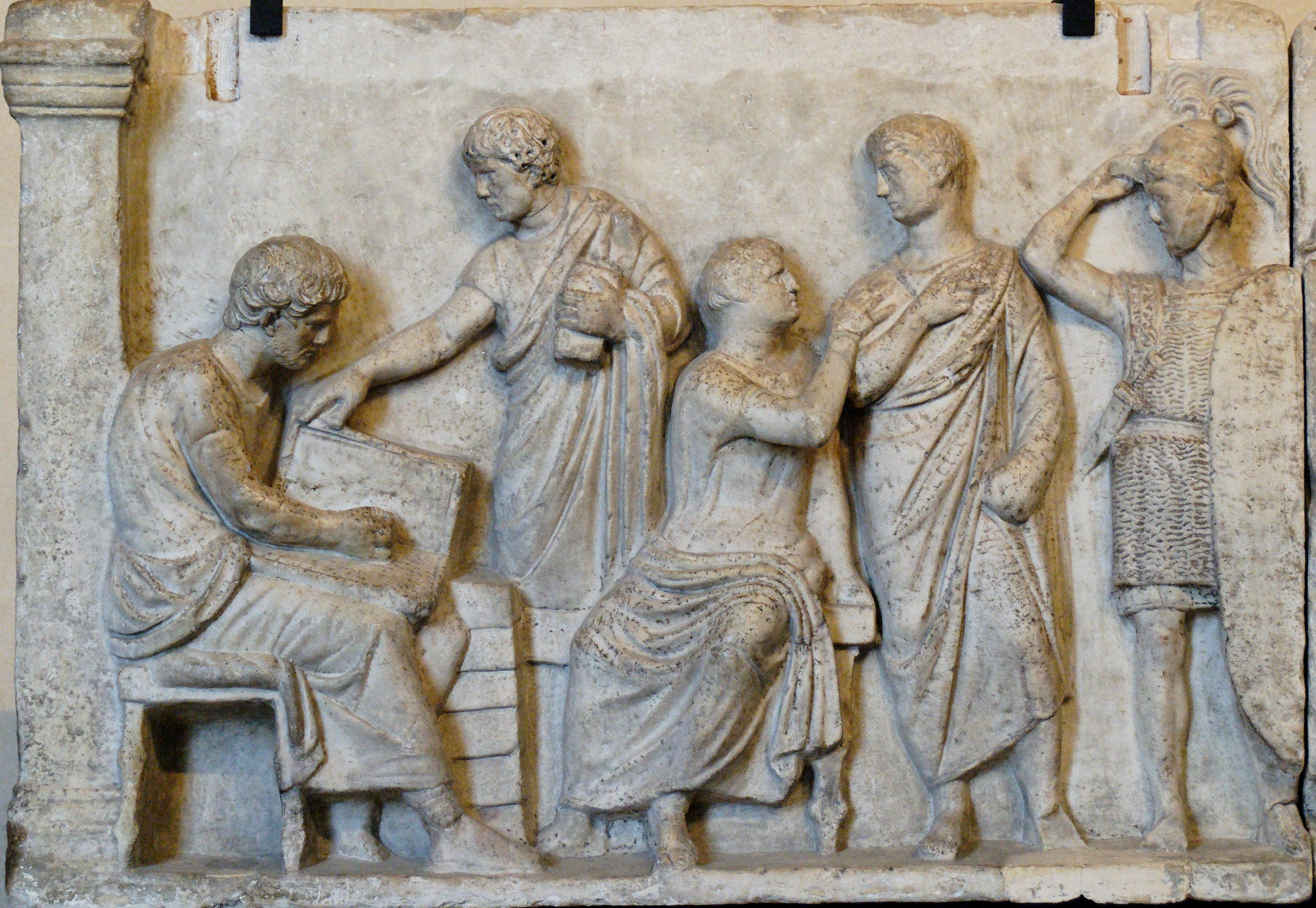

인구 조사(人口調査, 라틴어, 영어: Census, 독일어: Zensus, 프랑스어: Recensement, 스페인어, 포르투갈어: Censo) 또는 총조사(總調査), 인구센서스는 한 나라 또는 특정 지역에서 일정 시점의 통계 작성 집단 내의 모든 사람을 대상으로 실시하는 통계 조사다. 인구센서스는 원칙적으로 조사대상을 전수(全數)로 조사한다는 점에서 다른 인구 표본조사와 다르며, 인구표본조사, 장래인구추계 등 다른 인구통계의 벤치마크가 된다. 유엔은 인구센서스를 실시하는 원칙으로 개별성(개인 및 개인의 특성을 개별적으로 조사), 보편성(조사대상을 전수조사), 동시성(일정한 시점을 기준으로 동시에 실시), 주기성(일정한 주기로 실시)을 요구하고 있다.

## 역사
인구조사의 역사는 상당히 오래되어 기원전에 바빌로니아, 이집트, 중국 등에서 인구조사가 행해진 기록이 있으나 징병, 징세, 부역을 위한 것이었다. 15-16세기에 유럽도시에서 인구센서스가 행해지기도 했으나 특정 도시, 특정 지역 등 조사대상 지역을 한정하였다. 독립된 국민국가가 국가전역에 걸쳐 법적 근거에 의해 통일적으로 인구통계를 작성할 목적으로 실시한 최초의 인구센서스는 미국의 1790년 인구센서스이다. 미국은 그 후 10년을 주기로 인구센서스를 계속 실시하고 있다. 뒤를 이어 1801년 영국, 프랑스 등이 실시하였고 19세기에는 많은 국가가 인구센서스를 실시하였다. 현대에 들어서는 거의 대부분의 국가가 주기적으로 실시하고 있다. 유엔통계처(United Nations Statistical Division, 2015년 8월 기준)에 의하면 2010년 라운드(2005-14) 인구센서스를 실시한 국가(지역)는 214개국(지역)이다. 유엔은 1950년 이후 ‘0’자 연도를 전후하여 인구센서스를 실시하도록 각국에 권고하고 있으며, 센서스 실시를 위한 권고안을 마련하는 등 국가 간 조사결과의 비교가능성을 높이기 위해 노력하고 있다.
각 국가의 인구센서스가 조사하는 기본적인 항목을 보면 인구 및 사회적 특성항목, 인구의 지리적 및 국내이동 관련 항목, 가구 및 가족 관련 항목, 출산
력 및 사망력 관련 항목, 교육적 특성 그리고 경제활동 관련 항목 등이다. 실제 조사에서는 대부분의 국가에서 응답의 부담을 고려하여 인구의 기본적인 속성 항목은 전수로 조사하나 인구이동, 출산력, 경제활동 등은 표본조사로 실시하기도 한다.
한국에서도 삼국시대부터 징병, 부역, 과세 등을 위해 호구조사를 실시한 것으로 기록되어 있으나, 근대적 의미의 인구센서스는 일제 강점기인 1925년에 ‘간이국세조사’라는 명칭으로 처음 실시하였다. 그 후 5년 주기로 실시하였으며 1960년부터 주택센서스와 병행하여 실시하고 있다. 따라서 2015년 센서스는 인구는 19회째, 주택은 11회째(1966년 조사는 인구만 조사)가 된다. 조사명칭과 기준 시점은 센서스를 실시할 때마다 달랐으나, 통계청은 조사기준 시점을 1980년부터 11월 1일로 고정하였고, 조사명칭은 센서스의 한국어 표기를 ‘총조사’로 함에 따라 1990년부터 ‘인구주택총조사’로 일원화하였다. 한편 2010년까지는 전통적인 현장조사방법에 의해 조사하였으나 2015년은 전수조사는 행정등록시스템자료를 이용하는 등록센서스로, 표본조사만 현장조사(20% 표본)로 실시하였다.

## 고대와 중세의 인구 조사
로마 시대에 세금 징수를 위한 인구 조사가 실시되었다. 성경에도 인구 조사에 관한 여러 항목이 나온다.(출애굽기 30장 12절 등) 다윗이 병역을 위한 호적조사를 하려고 하였는데, 전염병이 퍼져서 인구조사 행정이 멈춘다든지, 마태오복음서에 의하면 예수를 성모 마리아가 임신했을 때, 아우구스투스 황제가 인구조사를 명하여 성 요셉과 성모 마리아 그리고 태중의 예수인 세 식구가 성 요셉의 본적인 베들레헴에 간 탄생 이야기가 나온다.
고대의 인구 조사 중 현재 남아있는 가장 오래된 기록은 중국 한나라 때의 기록이다. 기원후 2년에 실시된 이 조사 당시의 인구는 약 5천7백만명이었다. 140년에 실시된 인구 조사에서는 겨우 4천8백만명만이 파악되었다. 중국 남부로의 대규모 이주가 원인이었다고 생각된다.

## 현대의 인구 조사

### 그리스
그리스의 인구조사는 그리스 통계청이 실시하고 있다. 10년마다 실시하며, 가장 최근의 조사는 2001년 실시되었다.

### 남아프리카 공화국
남아프리카 공화국의 최초의 인구 조사는 1911년에 실시되었다. 최근의 인구 조사는 2001년에 실시되었다.

### 네덜란드
네덜란드 최초의 인구 조사는 1795년 실시되었으며, 마지막 인구 조사는 1971년에 실시되었다. 1879년 4월 22일 인구 조사를 10년마다 실시해야 한다는 법이 만들어졌다. 원래 1981년 인구 조사를 실시했어야 하나, 연기되다가 취소되었다. 1991년 이후로 인구 조사가 실시된 적은 없다.

### 뉴질랜드
뉴질랜드의 인구 조사는 뉴질랜드 통계청이 주관하고 있으며, 5년마다 실시된다. 최근의 인구 조사는 2006년 3월 7일에 실시되었다. 2006년의 인구 조사때에는 인구 조사를 온라인으로 마칠 수 있도록 하였다.

### 대한민국
대한민국의 근대적인 인구 조사는 일제강점기인 1925년 처음 처음 실시된 이후 5년마다 실시하고 있다. 1990년부터는 인구주택총조사란 이름으로 실시하고 있다. 조사는 대한민국 통계청이 실시하고 있다.

### 덴마크
덴마크 최초의 인구 조사는 성인 남자를 대상으로 1700년 ~ 1701년에 실시되었으며, 당시 자료의 절반 정도는 아직 남아있다. 학교에 다니는 아이들을 대상으로 한 인구 조사는 1730년대에 실시되었다.
덴마크-노르웨이의 모든 사람들을 대상으로 한 인구 조사는 1769년에 실시되었다. 이후로는 1787년, 1801년, 1834년에 실시되었으며, 1840년에서 1860년까지는 5년 마다, 그 이후로 1890년까지는 10년마다 실시되었다. 20세기에는 1901년 ~ 1921년까지는 5년 마다, 1930년부터는 10년마다 실시되었다. 최근의 인구 조사는 1970년에 실시되었다.

### 독일
독일 최초의 대규모 인구 조사는 1895년에 실시되었다. 1980년대에 있었던 반발과 보이콧으로 인해 1980년과 1983년의 인구 조사는 취소되었다. 최근의 인구 조사는 1987년에 이루어졌다.

### 라트비아
라트비아의 인구 조사는 Centrālā Statistikas Pārvalde가 실시하며, 가장 최근의 인구 조사는 2000년에 이루어졌다. 그 이전에 실시된 인구 조사는 총 6회이다.

### 루마니아
루마니아 최초의 인구 조사는 1859년 실시되었다. 지금은 루마니아 통계청에서 10년마다 실시하고 있으며, 최근에는 2002년에 실시되었다.

### 세르비아
세르비아의 인구 조사는 10년에 한 번씩 실시되고 있으며, 최근의 조사는 2002년에 실시되었다.

### 스페인
스페인의 인구 조사는 INE가 10년마다 실시하고 있다. 근대적 인구 조사는 1768년에 실시되었다. 최근의 인구 조사는 2001년에 실시되었다.

### 슬로베니아
슬로베니아 최초의 근대적 인구 조사는 1991년에 실시되었다. 두 번째 인구 조사는 2002년에 실시되었으며, 이후로는 10년에 한 번씩 인구 조사를 실시할 계획이다.

### 브라질
브라질의 인구 조사는 IGBE가 실시하고 있다. 10년마다 실시하며, 가장 최근의 조사는 2000년에 이루어졌다.

### 아일랜드
아일랜드의 인구 조사는 아일랜드 중앙통계청이 주관하고 있다. 5년에 한 번씩 실시하고 있으며, 최근의 인구 조사는 2006년 4월 23일에 실시되었다. 2001년에는 구제역으로 인해 인구 조사가 2002년으로 연기되었다.

### 오스트레일리아
오스트레일리아의 인구 조사는 오스트레일리아 통계청이 실시하고 있다. 5년마다 실시하고 있으며, 가장 최근의 조사는 2006년 8월 8일에 실시되었다. 2006년부터는 온라인으로 인구 조사에 참여하는 것이 가능하게 되었다.

### 이스라엘
이스라엘의 최초의 인구 조사는 1948년 11월에 실시되었다. 이어지는 인구 조사는 1961년, 1972년, 1983년, 1995년에 실시되었다. 이스라엘의 인구 조사는 이스라엘 중앙통계청이 맡고 있다.

### 이탈리아
지금은 약 61,680,122명이다. 즉 세계 23위 정도이다.

### 일본
일본은 인구 조사를 5년마다 실시하고 있다.

### 터키
터키는 Devlet İstatistik Enstitüsü에서 10년마다 인구 조사를 실시하고 있다. 최초의 인구 조사는 1927년에 있었으며, 1935년부터 1990년까지는 5년에 한 번씩 실시되었다. 현재는 10년에 한 번씩 실시되고 있으며, 최근의 인구 조사는 2000년에 있었다.

### 캐나다
캐나다의 인구 조사는 캐나다 통계청에서 실시한다. 1666년 뉴 프랑스의 인구를 조사한 게 최초의 인구 조사이며, 1871년에 공식적인 인구 조사가 실시되었다. 1918년 Dominion Bureau of Statistics가 설립되었고, 1971년 캐나다 통계청으로 업무가 이관되었다.
현재 인구 조사는 5년마다 실시되며, 최근의 인구 조사는 2016년에 실시되었다. 2006년 인구 조사 때부터는 인구 조사를 온라인으로 할 수 있게 되었다.

### 코스타리카
코스타리카의 인구 조사는 INEC가 실시하고 있다. 아홉 번째 인구 조사가 2000년에 실시되었다.

### 페루
페루 최초의 인구 조사는 1836년에 시행되었다. Instituto Nacional de Estadística e Informática가 주관하고 있으며, 최근의 조사는 2007년에 실시된 열한 번째 조사이다.

### 포르투갈
포르투갈 최초의 인구 조사는 1864년 실시되었다. 포르투갈의 인구 조사는 INE에서 맡고 있으며, 10년마다 실시된다. 최근의 인구 조사는 2011년에 실시되었다.

### 폴란드
폴란드의 인구 조사는 GUS가 10년 마다 실시하고 있다. 최근의 인구 조사는 2002년 실시되었다.

### 프랑스
프랑스 최초의 인구 조사는 나폴레옹 보나파르트가 실시하였다. 현재는 INSEE에서 인구 조사를 실시하며 매년 부분적으로 인구 조사를 실시하고 있으며, 결과는 5년마다 발표된다.

### 핀란드
핀란드 최초의 인구 조사는 핀란드가 스웨덴의 일부였던 1749년에 시행되었다.

## 같이 보기
- 국가 통계 기관 목록